# آتواتر (کالیفرنیا)
آتواتر (به انگلیسی: Atwater) شهری در شهرستان مرسد ایالت کالیفرنیا است که در سرشماری سال ۲۰۱۰ میلادی ، ۲۸۱۶۸ نفر جمعیت داشته است. 